# Kalverschets
Een kalverschets was in Nederland een document waarop de kleuraftekening of het vlekkenpatroon van een kalf werd weergegeven. Van 1933 tot en met 1991 was het een wettelijk verplichte registratie in de rundveehouderij. Het diende als begeleidend document – als ware het een paspoort – dat bij het betreffende dier behoorde. Mogelijk zijn bij de invoering van het Nederlandse Rundveestamboek in 1874 al de eerste kalverschetsen gemaakt.
Begin 20e eeuw werden kalverschetsen nog aangevraagd. Al was dit een gevolg vanuit het stamboek, een verplichting was het toen nog niet. In 1933 echter werd de landbouwcrisiswet aangenomen, om de veestapel te reguleren. Elke boer kreeg een quotum voor het te fokken kalveren toegewezen. Hieruit volgde de verplichting dat kalveren binnen drie dagen na de geboorte geschetst moesten worden. Een kalf of koe mocht vanaf dan niet vervoerd of verhandeld worden zonder schets. De schets was er ook om ziektes onder controle te houden. Op het niet hebben van schetsen bij de kalveren kon de boer celstraf krijgen. Overigens werden kalverschetsen wel illegaal verhandeld en zelfs openlijk in kranten te koop aangeboden.

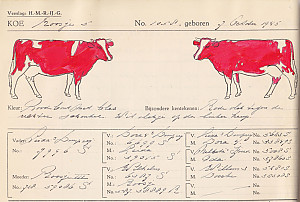
Kalverschets uit het Fokregister- Roosje 5, geboren 7 oktober 1945

Op de schetsen werden beide zijden van het dier weergegeven. Gegevens zoals ras, de naam van het dier, geboortedatum, gezondheidstoestand, ouders, eigenaar en wat nog meer van belang kon zijn werden eveneens op het document vermeld. De kalverschetsers die dit werk uitvoerden waren vaak boerenzoons, omdat deze vertrouwd waren met het boerenbedrijf.
In 1992 ging in Nederland de registratie van runderen over van de schets op het oormerk. Hier werd – en wordt – door een aantal boeren tegen geprotesteerd. Dergelijk oormerk wordt door hen als lelijk en schadelijk voor de dieren beschouwd.
Een later in de politiek bekend geworden kalverschetser was Johannes Brandsma.